# Konrad Niedźwiedzki
Konrad Łukasz Niedźwiedzki, född den 2 januari 1985 i Zakopane, Polen, är en polsk skridskoåkare.
Han tog OS-brons i herrarnas lagtempo i samband med de olympiska skridskotävlingarna 2014 i Sotji.